# Meredith Blake
Meredith Blake (* 9. Juni 1917 in Panora, Iowa als Meredith Balcoff; † 7. August 1985 in Marlborough, Connecticut) war eine US-amerikanische Jazzsängerin. Während der 1930er und 1940er Jahren sang sie unter anderem mit den großen Big Bands von Jack Teargarden und Gray Gorden.

## Karriere
Meredith Blake sammelte bereits als Teenager erste Bühnenerfahrungen über das erfolgreiche Bestreiten von Debattier- und Redewettbewerben. Sie siegte bei Ausscheidungen in ihrer High School angefangen bis hin zu Wettbewerben mit überregionaler Bedeutung. Aufgrund ihrer besonderen Leistungen bekam sie ein Stipendium für die Virginia Intermont School for Girls in Bristol und wurde dort aufgrund von „Beliebtheit, Erscheinungsbild und Persönlichkeit“ ausgezeichnet.
1937 erntete Blake positive Kritiken für ihre Rolle in einem von der Universität Wisconsin in Madison produzierten Bühnenstück namens „Babes in Toyland“ nach der gleichnamigen Operette von Victor Herbert. Im gleichen Jahr trat sie als Sängerin mit dem Dick Hendrick Orchester auf, im Rückblick möglicherweise der Startpunkt ihrer eigentlichen Karriere. 1938 sang sie mit dem Johnnie Davis Orchestra und mit der Billy Baer's Band. Im gleichen Jahr war Blake mit Jack Teagarden and His Orchestra in New York unterwegs. Ebenfalls 1938 wirkte sie in einem Soundie mit, der den Komponisten Hoagy Carmichael vorstellte. Von Teagarden begleitet sang sie Carmichaels Titel That's Right, I'm Wrong, aber auch Stardust. Mit dem Orchester von Ruby Newman und dem von Jack Jenney war sie 1939 zu hören. Sie wechselte 1940 zu Gray Gorden: Von 150 Bewerbungen auf den Posten der Bandsängerin erhielt sie den Zuschlag. Es folgten Engagements bei Mitchell Ayres und bei Shep Field.
Blake platzierte 1940 einen ‚Hit‘ mit dem Titel I Am an American. Insgesamt hatte sie rund 40 Titel eingesungen. In der zeitgenössischen Kritik wurde gewürdigt, sie habe es vermocht, überaus nuanciert zu singen „und es dennoch so leicht klingen zu lassen, als ob sie nur ein wenig Asche vom Ärmel schnippen würde.“
1943 heiratete sie Alfred Preston Jump (1912–1997), einen Offizier des United States Army Transport Service. Bis etwa 1946 war Blake noch professionell als Sängerin zu vernehmen, danach verlieren sich ihre Spuren. Ein Nachruf, 1985 abgedruckt, enthält dennoch keinen Hinweis auf ihre Karriere in den 1930er und 1940er Jahren.

## Diskografie
Mit Ruby Newman And His Orchestra:
- 1939: It Seems Like Old Times (Decca 2593 B)
- 1939: You Don't Know How Much You Can Suffer (Decca 2594 B)

Mit Jack Teagarden and His Orchestra:
- 1939: The Sheik of Araby / Persian Rug (Brunswick 8370)

Mit Jack Jenney and his Orchestra:
- 1939: Moon Ray / High Society (Vocalion 5223)
- 1939: I Walk Alone (Vocalion 5355)
- 1940: What Can I Say - After I Say I’m Sorry (Vocalion 5494)

Mit Gray Gordon:
- 1940: Love to Watch the Moonlight / Blackout - Hold Me Tight (Bluebird B-10718)
- 1940: I Am an American / Gentlemen of the Jury Bluebird (Bluebird-10783)
- 1940: Can't Get Indiana Off My Mind / Never Took a Lesson In My Life (Bluebird B-10788)
- 1940: Ferry-Boat Serenade (Bluebird B-10819-A)
- 1940: The Yankee Doodle Polka (Bluebird B-10942-A)
- 1940: You Waited Too Long (Bluebird-11077-A)
- 1941: Why Do I Love You? (Bluebird B-11138-B)

Mit Mitchell Ayres and his Fashions-In-Music:
- 1941: I Don't Want to Set the World On Fire (Bluebird B-11275-A)
- 1941: Misirlou (Bluebird B-11295-A)
- 1941: The Nadocky / Ev'ry Time (Bluebird B-11323)
- 1941: I Wanna Go Back to Texas / Minka (Bluebird B-11336)
- 1942: Oh, How I Miss You Tonight / Barrelhouse Bessie from Basin Street (Bluebird B-11528)
- 1942: Was It Worth It? (Bluebird B-11558-A)
- 1942: The Wolf Song / Don't Forget to Say "No", Baby  (Bluebird B-11563-A)
- 1942: Rock-A-Bye Bay / Kille Kille (Indian Love Talk) (Bluebird B-11580)
- 1942: Under a Strawberry Moon / Can't Get Out of This Mood (Bluebird B-11588)

Mit Shep Fields and His Orchestra:
- 1944: Sweet Dreams, Sweetheart (Bluebird 30-0833-A)
- 1945: The Next Time I Care, I'll Be Careful (Victor 20-1751-A)
- 1945: Coffee Time (Victor 20-1763-A)
- 1945: Put That Ring on My Finger (Victor 20-1763-B)
- 1946: Aren't You Glad You're You (Vogue R712)